# Wieloszczety
Wieloszczety (Polychaeta) – bardzo stara filogenetycznie i silnie zróżnicowana morfologicznie, a także pod względem biologii i ekologii grupa pierścienic (Annelida) o robakowatym ciele, którego segmenty są zaopatrzone w parę parapodiów z pękami szczeci. Są zwierzętami rozdzielnopłciowymi. W rozwoju występuje larwa typu trochofora. Grupa ta obejmuje około 14 tys. znanych nauce gatunków zaliczanych do ponad 80 rodzin tradycyjnie grupowanych w randze gromady Polychaeta. Relacje pokrewieństwa pomiędzy rodzinami wieloszczetów oraz pomiędzy wieloszczetami i pozostałymi pierścienicami pozostają słabo poznane. Wiadomo jednak, że grupa tradycyjnie nazywana wieloszczetami nie jest monofiletyczna. W zapisie kopalnym wieloszczety są znane od wczesnego kambru (ponad 500 mln lat temu). Współcześnie żyjące gatunki nie mają większego znaczenia gospodarczego, choć tzw. robaki palolo są poławiane przez ludzi jako smakołyk. Mają natomiast duże znaczenie ekologiczne – stanowią pokarm wielu zwierząt morskich.

## Występowanie
Są to zwierzęta głównie morskie. Zasiedlają wszystkie środowiska morskie od największych głębin oceanicznych po wybrzeża, we wszystkich strefach klimatycznych. Żyją w formie wolnej lub osiadłej, przeważnie w strefie przybrzeżnej, w piasku lub mule dna morskiego. Występują też formy pelagiczne. Mniej liczne są formy, które skolonizowały wody słodkie, a tylko nieliczne przystosowały się do życia w wodach słonawych lub na lądzie. Wiele gatunków ma kosmopolityczny zasięg występowania.
Do 2009 roku opisano naukowo tylko około 200 gatunków żyjących poza morzami. 
W faunie Polski stwierdzono występowanie 2 gatunków.

## Budowa
Długość ciała większości wieloszczetów mieści się w przedziale od 1 mm do 10 cm, ale są gatunki o długości nieprzekraczającej 1 mm oraz takie, które mierzą blisko 3 m. Ich ciało składa się z odcinka głowowego z różnorodnymi przydatkami, segmentowanego odcinka tułowiowego i pygidium. Tułów, czasami spłaszczony od strony brzusznej, charakteryzuje segmentacja homonomiczna, tzn. poszczególne metamery są do siebie bardzo podobne. Ich liczba waha się od kilku do kilkuset.
Ściana ciała zbudowana jest z wora powłokowo-mięśniowego. Z zewnętrznej strony jest to jednowarstwowy nabłonek wytwarzający elastyczny, ochronny oskórek, a poniżej znajdują się dwie dobrze wykształcone warstwy mięśni.

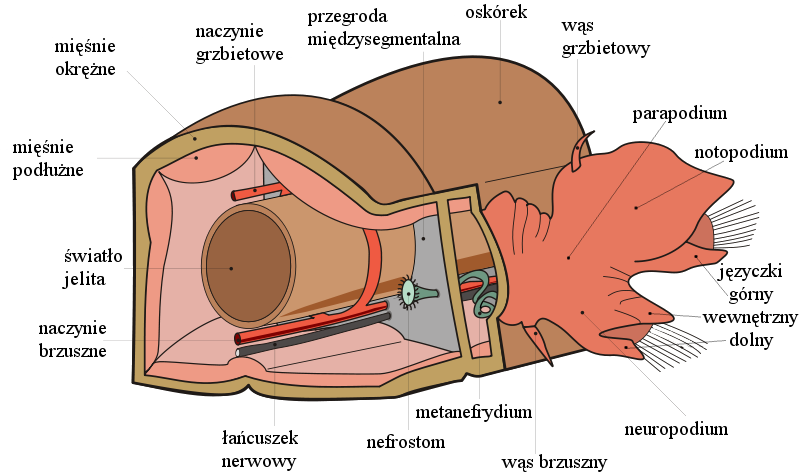
Anatomia wieloszczetów na przykładzie Nephtys sp

Występujące na ciele wieloszczetów przydatki to parapodia, głaszczki i czułki. Parapodia, zwane też pranóżami, wyrastają z boku ciała parami, z charakterystycznymi szczecinkami. Są dobrze ukrwione i umięśnione, zbudowane z dwóch „gałązek” – grzbietowej i brzusznej. Na grzbietowej u niektórych gatunków wykształca się wyrostek skrzelowy. Pranóża pełnią funkcję lokomocyjną oraz oddechową (dzięki dużej powierzchni oraz wyrostkom skrzelowym).
Wieloszczety mają dobrze rozwinięty układ krwionośny, u części gatunków hemolimfa zawiera barwniki transportujące tlen.
Oczy wieloszczetów to proste plamki barwnikowe lub oczy pęcherzykowate.

## Biologia i ekologia
Zdecydowana większość prowadzi drapieżniczy tryb życia. Komensalizm i pasożytnictwo należy do rzadkości i występuje głównie u form żyjących poza środowiskiem morskim. Poruszają się pełzając, krocząc lub pływając. Formy osiadłe wytwarzają rurki, w których ukrywają ciało. Ich ruchy są ograniczone do wnętrza zajmowanej rurki.
Rozdzielnopłciowość występuje u wszystkich gatunków. Układ rozrodczy jest prosty, brak stałych narządów rozrodczych. Powszechna jest epitokia. W rozwoju wielu gatunków wieloszczetów pojawia się wolno żyjąca trochofora. Kilka gatunków jest znanych z żyworodności.

## Systematyka

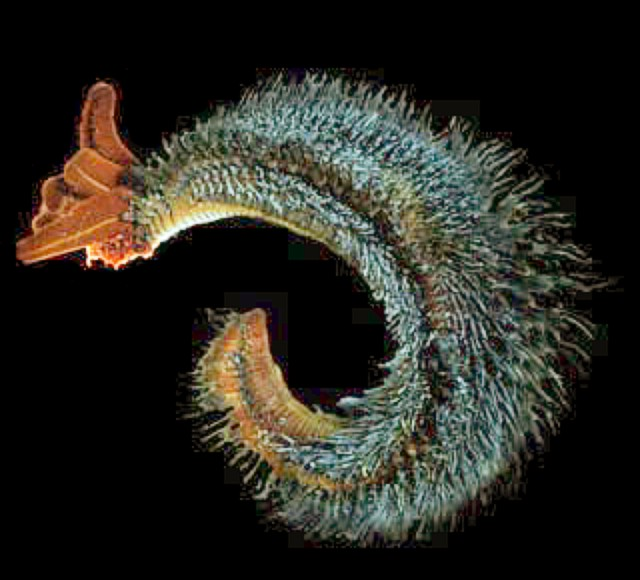
Alvinella pompejana

Klasyfikacja Polychaeta od dawna stanowiła wyzwanie dla taksonomów i dotychczas (2013) nie została uzgodniona. W oparciu o charakterystyki ekologiczne wyróżniano wśród nich wieloszczety wędrujące, nazywane też wolno żyjącymi (Errantia), osiadłe (Sedentaria) i krążkokształtne (Myzostomida), nazywane też ssącogębymi. Podział taki nie został zaakceptowany. Próby klasyfikacji podejmowane w II połowie XX wieku doprowadziły do wyróżnienia do 26 rzędów wieloszczetów. Jedna z szerzej przyjmowanych koncepcji wyróżniała dwie zasadnicze grupy (w randze podgromad): 
- Palpata – wieloszczety z głaszczkami; obejmuje większość gatunków Polychaeta podzielonych na:
  - Aciculata (błędki)
  - Canalipalpata
- Scolecida – grupuje wieloszczety o stosunkowo prostej morfologii.

Badania molekularne dotychczas nie potwierdziły takiego podziału. Polychaeta nie jest taksonem monofiletycznym, Scolecida i Canalipalpata uważane są za polifiletyczne, a zdaniem niektórych badaczy podział na Palpata i Scolecida nie odzwierciedla naturalnego podziału wieloszczetów.